# Melitta Schenk Gräfin von Stauffenberg
Melitta Schenk Gräfin von Stauffenberg (Krotoszyn, 9 gennaio 1903 – Straßkirchen, 8 aprile 1945) è stata un'aviatrice e ingegnere tedesca in ambito civile e militare.

## Biografia

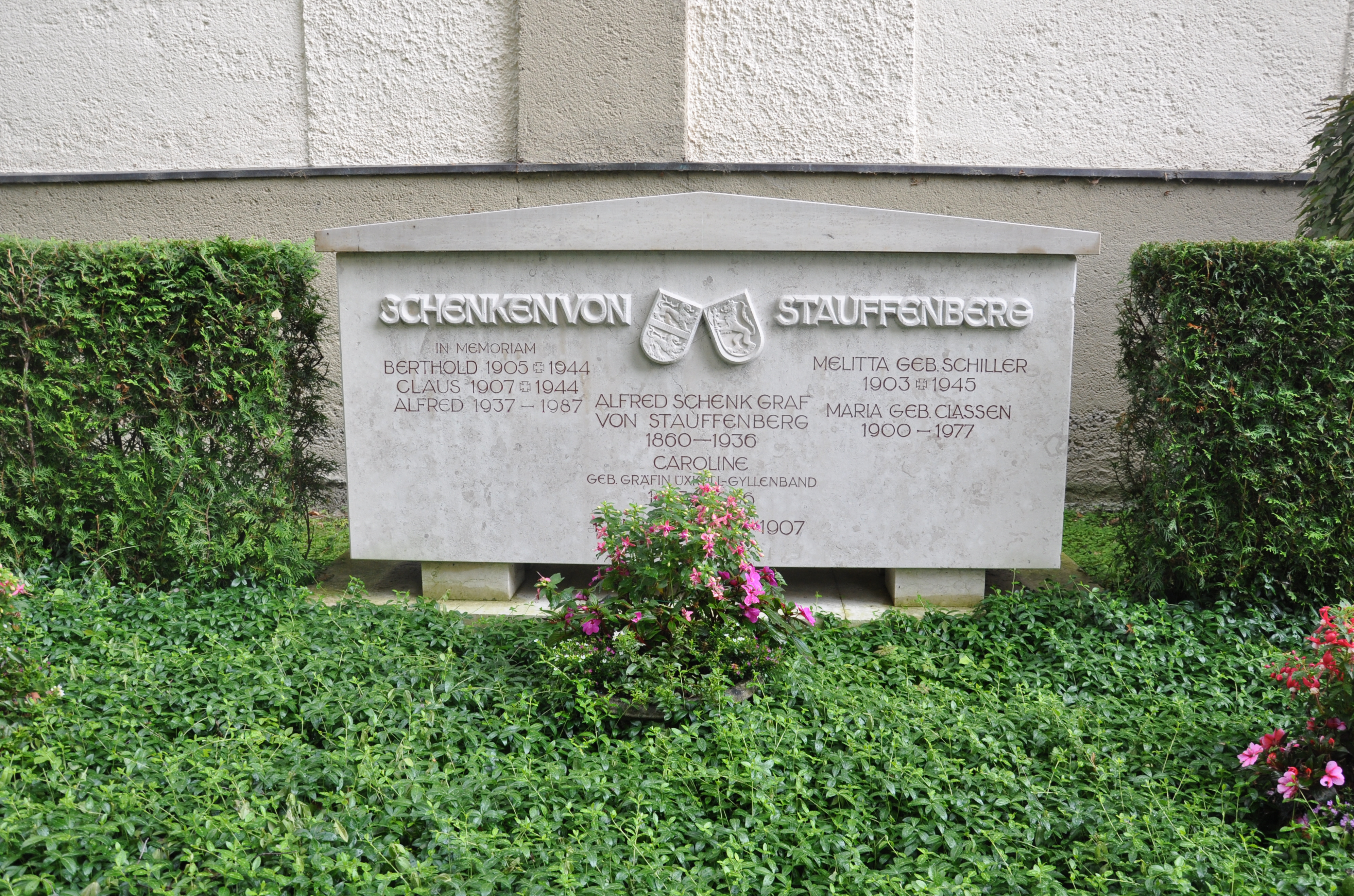
La tomba della famiglia Stauffenberg a Lautlingen (Albstadt)

Nacque da Michael Schiller, funzionario pubblico, ebreo discendente da una famiglia di commercianti di pellami e successivamente convertitosi al protestantesimo e da Margaret Eberstein originaria di Bromberg.
Al termine della prima guerra mondiale, in seguito alla cessione della Posnania alla Polonia, la famiglia si trasferì in Slesia a Hirschberg, dove Melitta nel 1922 conseguì il diploma di maturità, iniziando poi gli studi universitari in fisica tecnica a Monaco di Baviera presso l'Università tecnica di Monaco dove si laureò con lode nel 1927. Fu l'unica donna del suo corso. Dal 1928 e per i successivi otto anni lavorò come ingegnere presso la Deutsche Versuchsanstalt für Luftfahrt (centro sperimentale per l'aviazione), a Berlino, Qui si occupò di aerodinamica delle ali e di studi sui sistemi di propulsione: in particolare, tra il 1934 e il 1935 compì esperimenti nelle gallerie del vento per studiare l'aerodinamica e i propellenti.
Nel 1937, a Berlino, sposò Alexander Schenk Graf von Stauffenberg, docente di storia antica che aveva conosciuto nel 1937. Alexander era il fratello maggiore di Claus von Stauffenberg, l'ufficiale che svolse un ruolo di primo piano nella progettazione ed esecuzione dell'attentato del 20 luglio 1944 contro Adolf Hitler. La coppia tentò di nascondere le origini ebraiche di Melitta, che vennero però scoperte da uno zelante funzionario del Partito Nazionalsocialista. Secondo la legge sulla cittadinanza, promulgata nel 1935, avendo il padre ebreo, la von Stauffenberg venne classificata come per metà ebrea(Halbjüdin). Dal 1936 la von Stauffenberg lavorava, con incarichi di natura militare per la Askania a Berlino, si occupava dello sviluppo di sistemi di guida automatica e sistemi di mira per bombardieri, effettuò numerosi voli sperimentali e nel 1937 entrò in possesso del brevetto di volo per tutte le classi di velivoli così come per il volo a vela e per quello acrobatico. Nel 1936 prese parte all'esibizione di volo acrobatico organizzata in occasione dei Giochi Olimpici a Berlino, a bordo di un Heinkel He 70 si esibì nel Olympiade Grossflugtag all'aeroporto di Tempelhof. Nel 1938 venne inviata, insieme alla pilota sportiva per Elly Beinhorn ad un meeting internazionale di volo a Chigwell (Inghilterra).
Data l'importanza per la Germania di disporre di validi tecnici nelle attività di progettazione di aerei da combattimento, la richiesta inoltrata dalla Stauffenberg del riconoscimento della parità di razza fu accolta e nel 1941 fu dichiarata "ariana per meriti". Totalizzò più di 2500 test di volo da 4000 a 1000 metri.
Nel corso della seconda guerra mondiale raggiunse nella Luftwaffe il grado di capitano e nel 1943 fu insignita della Croce di Ferro di II classe conferitale da Hermann Göring.
Il 20 luglio 1944, Claus Schenk von Stauffenberg, cognato della Stauffenberg, fu l'esecutore dell'attentato a Hitler noto come Operazione Valchiria: questo condusse all'esecuzione dell'attentatore e all'arresto di tutta la sua famiglia compresa Melitta Stauffenberg e il marito, che fu inviato in un campo di prigionia. Melitta Stauffenberg fu invece rilasciata e reintegrata nel suo ruolo alla Luftwaffe, ritenuto cruciale per l'esercito tedesco.
L'8 aprile 1945, poche settimane prima della fine della guerra, mentre era al comando di un Bücker Bü181 Bestmann in volo di trasferimento verso il sud della Germania, fu abbattuta da un aereo statunitense. Morì poco dopo per la gravità delle ferite. La sua casa fu distrutta dai bombardamenti della RAF e ancor oggi non è possibile sapere se lei avesse avuto un ruolo nell'Operazione Valchiria, o se, come qualcuno ha ipotizzato, avesse dovuto occuparsi della fuga del cognato.
Dal matrimonio con Alexander Schenk Graf von Stauffenberg non nacquero figli.

## Onorificenze
Melitta Schenk Gräfin von Stauffenberg fu la seconda donna decorata con il titolo di "capitano aviatore" (Flugkapitän). Le fu inoltre assegnata la Croce di Ferro di II classe, l'insegna di combattimento al fronte della Luftwaffe (Frontflugspange) e quella di Pilota-osservatore (Flugzeugführer- und Beobachterabzeichen) in oro con diamanti.